# Erik VIII di Svezia
Erik VIII (III), detto il Pagano (... – 1067 circa), è stato re di Svezia dal 1066 al 1067 circa.

## Biografia
Fu candidato degli svedesi pagani al trono di Svezia a partire dal 1066, facendo opposizione al figlio di Stenkil, Erik VII Stenkilsson, che a sua volta era il candidato al trono dagli svedesi cristiani del Västergötland.
Il suo regno durò fino al 1067. La presenza di candidati al trono scatenò una guerra civile, provocando morti nei due campi di battaglia. Tra il 1066 e il 1068 ci fu un periodo di episodi di guerra, per l'ascesa al trono svedese.